# پایگاه هوایی علی السالم
پایگاه هوایی علی السالم (به انگلیسی: Ali Al Salem Air Base) (به زبان بومی: قاعدة علی السالم الجویة) یک فرودگاه نیروی نظامی است که یک باند فرود بتن و آسفالت دارد و طول باند آن ۲۹۸۹ متر است. این فرودگاه در کشور کویت قرار دارد و در ارتفاع ۱۴۴ متری از سطح دریا واقع شده‌است.